# Allantodia taquetii
Allantodia taquetii là một loài thực vật có mạch trong họ Woodsiaceae. Loài này được (C. Chr.) Ching miêu tả khoa học đầu tiên năm 1964.